# Mumadona portugál grófnő

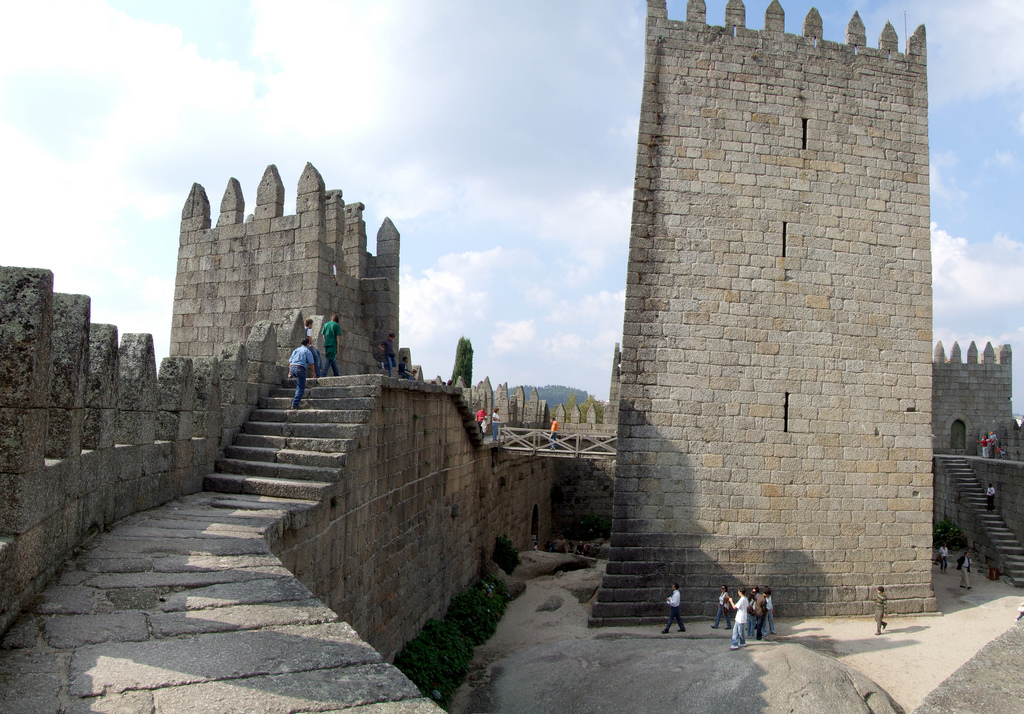
A guimarãesi vár

Mumadona Dias (900(?) – Guimarães, 968) portugál grófnő (924–950), Diogo Fernandes és Onega portugál grófnő valószínűleg legidősebb gyermeke.

## Élete
Amikor apja 924-ben meghalt, ő örökölte a grófnő címet és vele a félsziget egyik legnagyobb vagyonát. Akárcsak anyja, ő sem Portucale, hanem „Guimarães grófnője” lett azzal, hogy neki is meg kellett osztania a hatalmat férjével. Ezért legkésőbb 926-ban (ebben az évben említi először őket közösen egy okirat, amelyben II. Ramiro leóni király nekik adja a Guimarães közelében álló Creximir udvarházat), de valószínűleg már 915 és 920 között feleségül ment Menendo Gonçalveshez,  az első portugál grófságtól északra elterülő Deza grófjához (Hermenegildo Gonçalves Betote; * 900 k. † 928? 950?), és ezzel férje – akárcsak korábban Mumadona apja, Diogo Fernandes – „Guimarães grófja” lett. Férje valamikor 945 és 950 között (egyes források szerint már 928-ban) meghalt, és ezután Mumadona egyedül uralkodott a grófságban. Annyi bizonyos, hogy Mumadona 950-ben lemondott a grófságról, és birtokait felosztotta hat gyermeke között; közülük kettőt ismerünk név szerint:
- Gonzalo Mendes (920?–985) lett Portugália grófja (950–985).
- Paio Gonçalves (spanyol forrásokban Pelayo González; 900-?) lett Deza grófja;

## Lemondása után
Miután Mumadona visszavonult a közélettől, Guimarãesben telepedett le.
A grófság fővárosában nevét nagyszabású építkezésekkel tette emlékezetessé:
- 959-ben hatalmas adománnyal járult hozzá egy Caesareai szent Mamasz (Mamas, Mammas, Mammet) tiszteletére szentelt kolostor alapításához a városban;
- ezután ő építtette Guimarães várát, hogy védje a várost és a kolostort a fosztogató vikingektől — ezután a portói grófok udvartartása immár nemcsak névleg, de ténylegesen is Guimarãesbe települt.

959. január 26-án kelt végrendeletében tekintélyes ingatlanvagyont és számos ingóságot, köztük több könyvet hagyományozott a kolostorra.

## Emlékezete
Korának leggazdagabb és legbefolyásosabb asszonya volt az Ibériai-félsziget északnyugati részén, aminek több portugál város is emléket állított. 

## Fordítás
Ez a szócikk részben vagy egészben  a   Mumadona Dias című angol Wikipédia-szócikk ezen változatának fordításán alapul.  Az eredeti cikk szerkesztőit annak laptörténete sorolja fel. Ez a jelzés csupán a megfogalmazás eredetét és a szerzői jogokat jelzi, nem szolgál a cikkben szereplő információk forrásmegjelöléseként.